# Paweł Nazimek
Paweł Jacek Nazimek (ur. 7 marca 1969  w Chrzanowie) – polski basista i gitarzysta, kompozytor. 

## Życiorys
Naukę gry na gitarze basowej rozpoczął w wieku 13 lat, później zaczął grać także na gitarze elektrycznej. W 1988 ukończył I Liceum Ogólnokształcące im. Stanisława Staszica w Chrzanowie. W latach 1986–1988 był basistą w zespole Sztywny Pal Azji, z którym nagrał dwa albumy studyjne: Europa i Azja i Szukam nowego siebie, a w późniejszych latach pomagał grupie także w nagrywaniu kilku piosenek z płyt: Miłość jak dynamit z 2008 i Fiss Pink z 2012. Po odejściu ze Sztywnego Palu Azji przeszedł do zespołu Chłopcy z Placu Broni, z którym nagrał album pt. O! Ela. W 1991 został muzykiem zespołu T.Love. W 2015 powrócił do Sztywnego Palu Azji.
Żonaty z Dominiką, ma córkę Marię.